# Elyasa Süme
Elyasa Süme (Wesel, 13 agosto 1983) è un dirigente sportivo ed ex calciatore turco con cittadinanza tedesca, di ruolo difensore.